# Massacre de Winniza
O  Massacre de Vinniza foi uma execução em massa de 9 000 a 11 000 pessoas na cidade ucraniana de Vinnytsia, perpetrada pela NKVD, agência de inteligência soviética, durante o Grande Expurgo (ou Yezhovshchina), entre 1937 e 1938. As covas coletivas em Vinnytsia foram descobertos pelos alemães durante a ocupação da Ucrânia em 1943.

## Massacre de Winniza
Entre 1937 e 1938 as Forças Armadas Soviéticas e o Serviço de Inteligência Soviéticos (a NKVD) assassinaram cidadãos poloneses e ucranianos, não alinhados política ou socialmente à ideologia soviética.[carece de fontes?]

### As covas
Foram descobertas três covas coletivas, com o total de 9.528 cadáveres. Duas covas, de 20 x 6 metros, contendo 96 cadáveres foram localizados no pátio do presídio de Winniza. A terceira cova foi localizada à beira de um pomar no entorno da cidade. Nesta foram encontrados 9.432 cadáveres. Esta cova foi descoberta em 25 de maio de 1943 por civis ucranianos, que informaram o achado a autoridades alemãs. As vítimas tinham sido fuziladas por militares soviéticos e membros da NKVD, ante o avanço de tropas alemãs durante o verão de 1941.[carece de fontes?]

### As sindicâncias

#### Durante a Segunda Guerra Mundial
Em 1943 foi constituída uma comissão médica legal internacional para a perícia da cova coletiva, com a participação de peritos de nações neutras. A comissão compunha-se de 13 peritos alemães e 13 peritos da Suécia, Bélgica, França, Países Baixos, Bulgária, Hungria, Eslováquia, Finlândia, Itália e Croácia. As conclusões finais indicaram que a maior parte das vítimas foram mortas em torno do ano de 1938 com tiros na nuca.

#### No Pós-Guerra
No ano de 1954, uma comissão de sindicância do congresso norte-americano sob a direção de Charles Kersten retomou os estudos sobre o massacre. Incluiu-se nos trabalhos o testemunho de ucranianos sobreviventes dos assassinatos e a conclusão final confirmou os resultados apurados em 1943. Após 1990 ocorreu a liberação parcial dos arquivos soviéticos, o que possibilitou confirmar as conclusões obtidas em 1943 e 1954.